# 30e prix Lambda Literary
Le 30e prix Lambda Literary a lieu le 4 juin 2018 pour honorer les ouvrages publiés en 2017.

## Organisation
Les prix sont remis par Alison Bechdel, Kate Bornstein, Rebecca Solnit, Taylor Trensch et Pamela Sneed.

## Lauréats et finalistes
| Catégorie                    | Lauréat | Finalistes |
| ---------------------------- | --- | --- |
| Fiction lesbienne            | Her Body and Other Parties, Carmen Maria Machado, Graywolf Press                                             | - Difficult Women, Roxane Gay, Grove Press - Marriage of a Thousand Lies, SJ Sindu, Soho Press - Not One Day, Anne Garréta, Deep Vellum Press - Something Better than Home, Leona Beasley, Eleven Light City Press - Things to Do When You’re Goth in the Country, Chavisa Woods, Seven Stories Press - We Were Witches, Ariel Gore, Feminist Press - The Year of Needy Girls, Patricia A. Smith, Kaylie Jones Books |
| Fiction gay                  | After the Blue Hour, John Rechy, Grove Press                                                                 | - The Clothesline Swing, Ahmad Danny Ramadan, Nightwood Editions - The End of Eddy, Édouard Louis, Farrar, Straus and Giroux - Fimí Sílè Forever, Nnanna Ikpo, Team Angelica - The Heart’s Invisible Furies, John Boyne, Hogarth - Less, Andrew Sean Greer, Lee Boudreaux Books - Outside Is the Ocean, Matthew Lansburgh, University of Iowa Press - This Is How It Begins, Joan Dempsey, She Writes Press |
| Fiction bisexuelle           | The Gift, Barbara Browning, Coffee House Press                                                               | - Homecoming Queens, J.E. Sumerau, Sense Publishers - Next Year, for Sure, Zoey Leigh Peterson, Scribner - Paul Takes the Form of a Mortal Girl, Andrea Lawlor, Rescue Press - The Penalty for Holding, Georgette Gouveia, Less Than Three Press |
| Fiction transgenre           | Transcendent 2: The Year’s Best Transgender Speculative Fiction, Bogi Takács (ed), Lethe Press               | - The Black Emerald, Jeanne Thornton, Instar Books - Long Black Veil, Jennifer Finney Boylan, Crown - Nerve Endings: The New Trans Erotic, Tobi Hill-Meyer (ed), Instar Books - Resilience: Surviving in the Face of Everything, Amy Heart, Sugi Pyrrophyta et Larissa Glasser (eds.), Heartspark Press |
| Non-fiction LGBTQ            | How We Get Free: Black Feminism and the Combahee River Collective, Keeanga-Yamahtta Taylor, Haymarket Books  | - After Silence, Avram Finkelstein, University of California Press - Black Performance on the Outskirts of the Left: A History of the Impossible, Malik Gaines, NYU Press - Body Horror: Capitalism, Fear, Misogyny, Jokes, Anne Elizabeth Moore, Curbside Splendor - Born Both: An Intersex Life, Hida Viloria, Hachette Books - Mean, Myriam Gurba, Coffee House Press - Out for Queer Blood: The Murder of Fernando Rios and the Failure of New Orleans Justice, Clayton Delery, Exposit Books - Queer Threads: Crafting Identity and Community, John Chaich et Todd Oldham, AMMO Books |
| Non-fiction bisexuelle       | Hunger, Roxane Gay, HarperCollins                                                                            | - Truth Be Bold: Serenading Life & Death in the Age of AIDS, Julene Tripp Weaver, Finishing Line Press - What the Mouth Wants, Monica Meneghetti, Dagger Editions |
| Non-fiction transgenre       | Black on Both Sides: A Racial History of Trans Identity, C. Riley Snorton, University of Minnesota Press     | - Jane Crow: The Life of Pauli Murray, Rosalind Rosenberg, Oxford University Press - Lou Sullivan: Daring to Be a Man Among Men, Brice Smith, Transgress Press - Surpassing Certainty, Janet Mock, Atria Books - What About the Rest of Your Life, Sung Yim, Perfect Day Publishing |
| Poésie lesbienne             | Rock / Salt / Stone, Rosamond S. King, Nightboat Books                                                       | - Blind Girl Grunt, Constance Merritt, Headmistress Press - Common Place, Sarah Pinder, Coach House Books - Good Stock Strange Blood, Dawn Lundy Martin, Coffee House Press - Kohnjehr Woman, Ana-Maurine Lara, RedBone Press - My Ariel, Sina Queyras, Coach House Books - Rummage, Ife-Chudeni A. Oputa, Little A - Silk Poems, Jen Bervin, Nightboat Books |
| Poésie gay                   | While Standing in Line for Death, CA Conrad, Wave Books                                                      | - Don’t Call Us Dead, Danez Smith, Graywolf Press - Into Each Room We Enter without Knowing, Charif Shanahan, Crab Orchard Series in Poetry - Nature Poem, Tommy Pico, Tin House Books - Proprietary, Randall Mann, Persea Books - Royals, Cedar Sigo, Wave Books - So Far Afield, Frederick Speers, Nomadic Press - When I Grow Up I Want to Be a List of Further Possibilities, Chen Chen, BOA Editions Ltd. |
| Poésie transgenre            | recombinant, Ching-In Chen, Kelsey Street Press                                                              | - a place called No Homeland, Kai Cheng Thom, Arsenal Pulp Press - Mucus in My Pineal Gland, Juliana Huxtable, Wonder / Capricious - Of Mongrelitude, Julian Talamantez Brolaski, Wave Books - What Runs Over, Kayleb Rae Candrilli, YesYes Books |
| Roman à suspense lesbien     | Huntress, A.E. Radley, Heartsome Publishing                                                                  | - A Quiet Death, Cari Hunter, Bold Strokes Books - Fever in the Dark, Ellen Hart, Minotaur - The Girl on the Edge of Summer, M. Redmann, Bold Strokes Books - The Last First Time, Andrea Bramhall, Ylva Publishing - Murder Under the Fig Tree: A Palestine Mystery, Kate Jessica Raphael, She Writes Press - Odd Numbers, Anne Holt, Scribner - Repercussions, Jessica L. Webb, Bold Strokes Books |
| Roman à suspense gay         | Night Drop, Marshall Thornton, Kenmore Books                                                                 | - Boystown 10: Gifts Given, Marshall Thornton, Kenmore Books - Long Shadows, Kate Sherwood, Riptide Publishing - Love is Heartless, Kim Fielding, Dreamspinner Press - The Mystery of the Curiosities, C. S. Poe, DSP Publications - Ring of Silence, Mark Zubro, MLR Press - Street People, Michael Nava, Korima Press - Tramps and Thieves, Rhys Ford, Dreamspinner Press |
| (Auto-)Biographie lesbienne  | L'Empreinte, Alex Marzano-Lesnevich, Flatiron Books                                                          | - Abandon Me: Memoirs, Melissa Febos, Bloomsbury, Inc. - Afterglow, Eileen Myles, Grove Press - Kiss Me Again, Paris: A Memoir, Renate Stendhal, IF SF Publishing - The Pox Lover: An Activist’s Decade in New York and Paris, Anne-Christine d'Adesky, The University of Wisconsin Press |
| (Auto-)Biographie gay        | Lives of Great Men: Living and Loving as an African Gay Man, Chike Frankie Edozien, Team Angelica Publishing | - A Sinner in Mecca: A Gay Muslim’s Hajj of Defiance, Parvez Sharma, BenBella Books - Creep: A Life, a Theory, an Apology, Jonathan Alexander, Punctum Books - House Built on Ashes, José Antonio Rodríguez, University of Oklahoma Press - In the Province of the Gods, Kenny Fries, University of Wisconsin Press - Keeping On Keeping On, Alan Bennett, BBC Books - Night Class: A Downtown Memoir, Victor Corona, Soft Skull Press - The World Broke in Two: Virginia Woolf, T.S. Eliot, D.H. Lawrence, E.M. Forster, and the Year that Changed Literature, Bill Goldstein, Henry Holt and Company |
| Romance lesbienne            | Tailor-Made, Yolanda Wallace, Bold Strokes Books                                                             | - Close to Home, Rachel Spangler, Bywater Books - Crescent City Confidential, Aurora Rey, Bold Strokes Books - Goldenrod, Ann McMan, Bywater Books - Vagabond Heart, Ann Roberts, Bella Books - Venus and Lysander, Yoshiyuki Ly, Solstice Publishing - Wishing on a Dream, Julie Cannon, Bold Strokes Books - You Make Me Tremble, Karis Walsh, Bold Strokes Books |
| Romance gay                  | Love and Other Hot Beverages, Laurie Loft, Riptide Publishing                                                | - At the Corner of Rock Bottom & Nowhere, L.A. Witt, auto-édition - Come to The Oaks: The Story of Ben and Tobias, Bryan T. Clark, Cornbread Publishing Inc. - Midlife Crisis, Audra North, Riptide - Six Neckties, Johnny Diaz, Amazon CreateSpace - Stealing Home, Tom Mendicino, Kensington Publishing / Lyrical Press - Wild, Adrienne Wilder, en auto-édition - Working It, Christine d’Abo, Riptide Publishing |
| Anthologie LGBTQ             | ¡Cuéntamelo! Oral Histories by LGBT Latino Immigrants, Juliana Delgado Lopera, Aunt Lute Books               | - Greetings from Janeland: Women Write More About Leaving Men for Women, Candace Walsh & Barbara Straus Lodge, Cleis Press - Meanwhile, Elsewhere: Science Fiction and Fantasy from Transgender Writers, édité par Cat Fitzpatrick & Casey Plett, Topside Press - Power & Magic: The Queer Witch Comics Anthology, Joamette Gil, P&M Press - Queer Africa 2: new stories, Makhosazana Xaba & Karen Martin, MaThoko’s Books - To My Trans Sisters, Charlie Craggs, Jessica Kingsley Publishers - Trans Homo…Gasp! Gay FTM and Cis Men on Sex and Love, Avi Ben-Zeev et Pete Bailey, Transgress Press - Trap Door: Trans Cultural Production and the Politics of Visibility, édité par Reina Gossett, Eric A. Stanley, et Johanna Burton, The MIT Press |
| Jeunesse / Young Adult LGBTQ | Like Water, Rebecca Podos, Balzer + Bray                                                                     | - Ashes to Asheville, Sarah Dooley, Putnam - Autoboyography, Christina Lauren, Simon & Schuster - Dreadnought: Nemesis – Book 1, April Daniels, Diversion Books - Girls Like Me, Nina Packebush, Bedazzled Ink - Keith Haring: The Boy Who Just Kept Drawing, Kay Haring (Texte) & Robert Neubecker (Illustrations), Dial Books - The Sidekicks, Will Kostakis, Harlequin Teen - We Now Return to Regular Life, Martin Wilson, Dial Books |
| Théâtre LGBTQ                | The Gulf, Audrey Cefaly, Samuel French                                                                       | - Composure, Scott C. Sickles, Produced by the Workshop Theater - Everybody’s Talking About Jamie, Tom MacRae, Jonathan Butterell & Dan Gillespie Sells, Samuel French - How Black Mothers Say I Love You, Trey Anthony, Playwrights Canada Press - Indecent, Paula Vogel, Theater Communications Group |
| Érotisme LGBTQ               | His Seed, Steve Berman, Unzipped Books                                                                       | - The Master Will Appear, L.A. Witt, Self-Published - Mistletoe Mishap, Siri Caldwell, Brussels Sprout Press - Unspeakably Erotic, D.L. King, Cleis Press - Witches, Princesses, and Women at Arms, Sacchi Green, Cleis Press |
| Roman graphique LGBTQ        | My Favorite Thing is Monsters, Emil Ferris, Fantagraphics Books                                              | - Condo Heartbreak Disco, Eric Kostiuk Williams, Koyama Press - Fetch: How a Bad Dog Brought Me Home, Nicole J. Georges, Houghton Mifflin Harcourt/Mariner - My Brother’s Husband, Volume 1, Gengoroh Tagame, Pantheon - Spinning, Tillie Walden, Macmillan/First Second Books |
| SF/F/Horreur LGBTQ           | Autonomous, Annalee Newitz, Tor Books                                                                        | - Amberlough, Lara Elena Donnelly, Tor Books - An Excess Male, Maggie Shen King, HarperCollins - An Unkindness of Ghosts, Rivers Solomon, Akashic Books - I Stole You, Kristen Ringman, Handtype Press - Night Visitors, Owen Keehnen, OutTales Publishing - The Lost Daughter Collective, Lindsey Drager, DZANC Books - The Prey of the Gods, Nicky Drayden, HarperCollins |
| Études LGBTQ                 | Punishing Disease: HIV and the Criminalization of Sickness, Trevor Hoppe, University of California Press     | - Behind the Mask, Alfredo Mirandé, University of Arizona Press - The Ethics of Opting Out, Mari Ruti, Columbia University Press - Lavender and Red, Emily Hobson, University of California Press - Time Slips, Jaclyn Pryor, Northwestern University Press - Unmaking Love, Ashley T. Shelden, Columbia University Press - The War on Sex, David M. Halperin et Trevor Hoppe, Duke University Press - Welcome to Fairyland, Julio Capó, University of North Carolina Press |